# Crise américano-iranienne de 2019-2020
Crise américano-iranienne de 2019-2020
Batailles
Attaque de la base aérienne K-1 (27 décembre)
Bombardement américain sur le Kataeb Hezbollah (29 décembre)
Attaque contre l’ambassade américaine à Bagdad (31 décembre)
Attaque aérienne à l'aéroport de Bagdad (3 janvier)
Frappes iraniennes à al-Asad et Erbil (8 janvier)
La crise américano-iranienne de 2019-2020 est un conflit asymétrique opposant les États-Unis et l'Iran du 27 décembre 2019 au 9 janvier 2020.
Principaux alliés du gouvernement irakien lors du conflit mené contre l'État islamique entre 2013 et 2017, les États-Unis et l'Iran se déchirent rapidement après la proclamation de la victoire sur les djihadistes. En 2018, Washington se retire unilatéralement de l'Accord de Vienne sur le nucléaire iranien et rétablit ses sanctions contre l'Iran. Téhéran accroît pour sa part son influence en Irak, notamment par le biais de milices chiites des Hachd al-Chaabi soutenues par les Gardiens de la révolution islamique.
En juin 2019, l'Iran abat un drone américain au-dessus du détroit d'Ormuz. Fin 2019, les États-Unis accroissent les sanctions économiques, l'Iran et l'Irak sont touchés par de vastes manifestations anti-gouvernementales, des milices pro-iraniennes mènent des attaques en Irak contre des cibles américaines et l'armée américaine attaque officiellement des cibles militaires iraniennes. L'ensemble provoque des réactions internationales importantes : des soutiens aux deux parties prenantes, des demandes d'apaisement et une plainte auprès de l'ONU.

## Contexte
En 2018, le retrait unilatéral des Américains sur l'Accord de Vienne sur le nucléaire iranien et le rétablissement des sanctions contre l'Iran provoque une dégradation des relations entre les États-Unis et l'Irak. En août 2019, le président français Emmanuel Macron tente de faire baisser les tensions lors du sommet du G7 de Biarritz en invitant le ministre des affaires étrangères iranien. Mais en septembre, après l'attaque d'Abqaïq et de Khurais, le président américain Donald Trump accentue les sanctions économiques en déclarant qu'elles sont « les plus sévères jamais imposées à un pays ».

### Manifestations iraniennes (2019)
À la fin de l'année 2019, l'Irak et l'Iran sont touchées par d'importantes manifestations anti-gouvernementales. En Iran, le mouvement de protestation démarre le 15 novembre. Déclenché par une hausse du prix de l'essence, il se transforme en un mouvement de contestation contre la République islamique. Des portraits du Guide de la Révolution, l'ayatollah Ali Khamenei, et du général Qassem Soleimani sont brûlés. Les autorités coupent internet et mènent une violente répression,. Des massacres sont commis par les Gardiens de la révolution islamique. Fin décembre 2019, le bilan de la répression est estimé entre 300 et 1 500 morts.

### Manifestations et guerre civile irakiennes (2019-2020)
En Irak, les manifestations se concentrent à Bagdad et dans le sud du pays, majoritairement chiite, tandis que le nord, majoritairement sunnite et durement touché par la guerre contre l'État islamique, reste à l'écart de la contestation. Les protestataires réclament des mesures économiques et dénoncent la tutelle que l'Iran exerce sur le pays. Le général iranien Qassem Soleimani, commandant en chef de la Force Al-Qods, les forces spéciales du corps des Gardiens de la révolution islamique, est alors dépêché en Irak. Sous son commandement, les milices pro-iraniennes des Hachd al-Chaabi participent activement à la répression, ouvrant le feu sur les manifestants,,. Dans plusieurs villes, les protestataires réagissent en incendiant les sièges de milices pro-iraniennes. Moqtada al-Sadr apporte son soutien aux protestataires et fait déployer ses miliciens des Brigades de la paix pour protéger les manifestations. Le très influent ayatollah Ali al-Sistani prend également la défense des manifestants et appelle la classe politique à des réformes. Le 29 novembre, le Premier ministre Adel Abdel-Mehdi annonce sa démission. Les factions pro-iraniennes poussent alors pour nommer Qoussaï al-Souheil à sa succession, mais le président de la République Barham Salih oppose un véto catégorique. À la fin de l'année 2019, le bilan des manifestations en Irak est de 600 morts et 17 000 blessés.
En 2019, la coalition internationale menée par les États-Unis est toujours présente en Irak, où elle poursuit ses opérations contre les cellules de l'État islamique. En plus des 5 200 militaires américains, 600 Italiens, 500 Canadiens, 400 Britanniques, 200 Français, 120 Allemands et 14 Roumains sont présents dans le pays,. Selon l'agence Thomson Reuters, à la mi-octobre 2019, lors d'une réunion à Bagdad, alors que l'Irak commence à être en proie aux manifestations antigouvernementales, le général Qassem Soleimani aurait donné pour instruction aux milices chiites de mener des attaques contre des cibles américaines afin de provoquer des ripostes de la part de Washington et diriger la colère des Irakiens vers les États-Unis. Il donne également l'ordre aux Gardiens de la Révolution de transférer des roquettes Katioucha et des missiles sol-air portatifs aux Kataeb Hezbollah, qui sont chargées de coordonner ces attaques. En novembre et décembre 2019, une dizaine d'attaques frappent des cibles américaines. Ces actions, non revendiquées, sont imputées par les Américains aux milices pro-iraniennes. Elles font un mort et plusieurs blessés dans les rangs de l'armée irakienne et provoquent des dégâts matériels jusqu'aux abords de l'ambassade américaine. Fin 2019, la présence de l'armée américaine, sollicitée en 2014 par le gouvernement irakien, est remise en cause, notamment par l'Alliance Fatah, une coalition parlementaire formée par les factions pro-iraniennes des Hachd al-Chaabi. Depuis la fin de la seconde guerre civile irakienne, l'influence de l'Iran sur les institutions politiques et l'économie du pays s'est accrue, au détriment des États-Unis,.

## Déroulement

### Attaques des milices chiites pro-iraniennes
Le 27 décembre 2019, 36 roquettes s'abattent sur la base K1 à Kirkouk, où sont présents des militaires américains,. Un sous-traitant américain est tué et plusieurs militaires sont blessés dans cette attaque, d'une ampleur alors sans précédent.
Le 29 décembre, les États-Unis ripostent en bombardant cinq sites tenus par les Kataeb Hezbollah, une des principales factions pro-iraniennes des Hachd al-Chaabi, accusées d'être responsables de l'attaque de la base K1,. Les F-15 frappent trois sites dans l'ouest de l'Irak et deux dans l'est de la Syrie, tuant au moins 25 combattants de la milice et faisant 51 blessés,,. Les frappes sont condamnées par le gouvernement irakien,.
Le 31 décembre, des milliers de miliciens et de partisans des Kataeb Hezbollah pénètrent dans l'enceinte de l'ambassade des États-Unis à Bagdad, brûlant plusieurs installations avant de se retirer de la zone verte sous la pression des autorités irakiennes,,. Le 1er janvier 2020, le président américain Donald Trump menace l'Iran, affirmant le tenir pleinement responsable des précédentes attaques. Il assure cependant ne pas vouloir d'une guerre.

### Attaque américaine
Le 3 janvier 2020, un drone américain mène une frappe ciblée près de l'aéroport international de Bagdad et tue le général iranien Qassem Soleimani, commandant en chef de la Force Al-Qods, Abou Mehdi al-Mouhandis, le chef des Kataeb Hezbollah et de la branche militaire des Hachd al-Chaabi, quatre officiers iraniens et quatre membres du Hachd,. La mort de Soleimani provoque une véritable onde de choc et l'Iran promet une « vengeance »,. Le gouvernement irakien condamne le raid américain et Moqtada al-Sadr déclare qu'il réactive l'Armée du Mahdi. De son côté, Washington annonce le déploiement de 3 000 à 3 500 hommes en renfort au Moyen-Orient et que l'ambassade américaine à Bagdad appelle ses ressortissants à quitter « immédiatement » l'Irak.
Le soir du 4 janvier, deux obus de mortier s'abattent sur la zone verte de Bagdad et deux roquettes frappent la base aérienne de Balad (en), sans faire de victime. Les Kataeb Hezbollah appellent l'armée irakienne à s'éloigner d'au moins mille mètres des bases occupées par des militaires américains. Le président américain Donald Trump menace pour sa part, en cas de nouvelle attaque, de frapper cinquante-deux sites iraniens — comme le nombre d'otages américains retenus pendant la crise de Téhéran en 1979 — dont des sites culturels et historiques. L'UNESCO et Human Rights Watch rappellent à l'ordre les États-Unis à ce propos. Donald Trump retire cette menace le 7 janvier.
Le 5 janvier, le Parlement irakien vote une résolution demandant au gouvernement de mettre fin à la présence des troupes étrangères en Irak, en commençant par retirer sa demande d'aide adressée à la communauté internationale, qui avait abouti à la formation de la coalition internationale contre l'État islamique. Après trois échecs en 2018, la proposition de l'Alliance Fatah fédère les partis chiites en obtenant le ralliement du mouvement En marche de Moqtada al-Sadr et du Parti islamique Dawa, tandis que les députés sunnites et kurdes boycottent la séance,. Cependant la résolution est symbolique et non contraignante, et le gouvernement démissionnaire d'Adel Abdel-Mehdi n'a pas la légitimité constitutionnelle pour renégocier les accords diplomatiques qui encadrent depuis 2014 la présence des forces de la coalition. Le gouvernement porte également plainte contre les États-Unis auprès de l'ONU pour la violation de sa souveraineté. Le même jour, l'Iran annonce s'affranchir davantage de l'Accord de Vienne, en ne s'imposant plus de limites pour l'enrichissement d'uranium. La coalition internationale annonce quant à elle suspendre ses missions de formation auprès des forces irakiennes pour se concentrer sur la protection des bases qui accueillent ses troupes. Dans la soirée, deux roquettes s'abattent dans la zone verte. Le lendemain, Donald Trump menace l'Irak de « très fortes » sanctions si un retrait est imposé aux forces américaines.
Le 7 janvier, le Parlement iranien adopte une loi dans laquelle il classe comme « terroristes » toutes les Forces armées américaines déployées de la Corne de l'Afrique à l'Asie centrale en passant par le Moyen-Orient. Ce texte est alors une réponse au classement en 2019 par Washington du Corps des Gardiens de la révolution islamique comme organisation terroriste.
Le 7 janvier le général Soleimani est inhumé dans sa ville natale à Kerman. Une importante foule est présente et une bousculade cause la mort d'au moins 56 personnes et fait 212 blessés.

### Riposte iranienne
Dans la nuit du 7 au 8 janvier, l'Iran tire plusieurs missiles sol-sol — quinze selon Téhéran, vingt-deux selon l'armée irakienne — contre les bases aériennes irakiennes d'Aïn al-Assad et d'Erbil, qui abritent des soldats américains,,,. L'opération, baptisée « Martyr Soleimani », est revendiquée par l'Iran. Le Guide de la Révolution Ali Khamenei salue alors ce qu'il nomme une « gifle à la face » des États-Unis et appelle à ce que « la présence corrompue des États-Unis dans la région prenne fin ». Le ministre des Affaires étrangères iranien Mohammad Djavad Zarif déclare que l'« l'Iran a pris et terminé des mesures proportionnées d'autodéfense » et qu'il ne cherche pas « l'escalade ou la guerre »,. Les Gardiens de la Révolution avancent que 80 « terroristes américains » ont été tués,,. Cependant Donald Trump déclare qu'aucun Américain n'a été tué ou blessé,. L'armée américaine reconnaîtra cependant 110 blessés légers, souffrant de commotions cérébrales et de traumatismes crâniens. L'armée irakienne affirme également ne compter aucune victime dans ses rangs,. Une demi-heure avant l'attaque, l'Iran avait averti le gouvernement irakien, qui à son tour avait prévenu les forces étrangères,. L'agence Reuters indique que selon des sources gouvernementales américaines et européennes en rapport avec des services de renseignements « l'Iran aurait délibérément fait en sorte que les missiles tirés dans la nuit en direction de bases irakiennes abritant des militaires américains ne fassent pas de victimes parmi eux. [...] La République islamique [...] aurait ainsi cherché à éviter une surenchère militaire tout en affichant sa fermeté ». Barham Salih, le Président de la République d'Irak, condamne les frappes iraniennes, de même que le président du Parlement irakien, en dénonçant des « violations » de la « souveraineté irakienne »,. Le président américain Donald Trump réagit en fin de journée et joue l'apaisement, en se félicitant que l'Iran « semble reculer », en ne mentionnant pas la possibilité d'une réponse militaire et en concluant que « les États-Unis sont prêts à la paix avec tous ceux qui la veulent »,,,,. Cependant, il annonce la mise en place de nouvelles sanctions économiques contre Téhéran et enjoint l'Allemagne, la Chine, la France, le Royaume-Uni et la Russie de se retirer de l'accord de Vienne sur le nucléaire iranien,,,.
Qais al-Khazali, le chef d'Asaïb Ahl al-Haq, promet pour sa part à une « réponse irakienne [...] pas moins importante que la réponse iranienne »,. Des menaces sont également proférées par le Harakat Hezbollah al-Nujaba. Moqtada al-Sadr déclare cependant qu'il estime que la crise opposant les États-Unis et l'Iran est terminée et il appelle les groupes armés irakiens à ne pas engager d'actions militaires. Le soir du 8 janvier, deux roquettes s'abattent sur la zone verte.
L'accident du vol 752 d'Ukraine International Airlines peu après son décollage de Téhéran survient le 8 janvier 2020, durant cette crise, causant la mort de 176 personnes, en majorité iraniennes et canadiennes. Dès le lendemain, le Canada et l'Ukraine avancent que l'avion aurait été abattu par erreur par un missile sol-air iranien. Dans un premier temps l'Iran dément, mais il finit par reconnaître sa responsabilité le 11 janvier, admettant avoir détruit l'avion par erreur,,.
Le 10 janvier, des milliers de manifestants irakiens anti-pouvoir descendent dans les rues pour dénoncer à la fois les actions de l'Iran et celles des États-Unis,,. Le même jour, le premier ministre démissionnaire irakien Adel Abdel-Mehdi demande au Secrétaire d’État américain Mike Pompeo l'envoi d’une délégation pour « mettre en place les mécanismes nécessaires à l’application de la décision du Parlement en vue d’un retrait sécurisé des troupes d’Irak ». Mais la diplomatie américaine répond qu'elle refuse de « discuter d’un retrait des troupes ». Pendant ce temps en Iran, les aveux tardifs du régime sur sa responsabilité dans la destruction du vol 752 Ukraine International Airlines provoquent la colère de nombreux habitants qui dénoncent les « mensonges du gouvernement »,,. Le soir du 11 janvier, un rassemblement à Téhéran en hommage aux victimes se transforme en manifestation antirégime,,,. Le lendemain, les manifestations anti-gouvernementales prennent de l'ampleur dans la capitale et s'étendent dans quelques autres villes : Ispahan, Chiraz, Racht, Babol, Kermanchah ou Yazd,,,. Des portraits du général Soleimani sont arrachés et piétinés par des manifestants,.

### Suites
Le 12 janvier, huit roquettes s'abattent sur la base militaire de Balad, bien que l'armée américaine n'y dispose plus que d'une quinzaine de militaires et un avion, et blessent quatre militaires irakiens. Le 26 janvier, trois roquettes s'abattent sur l'ambassade des États-Unis, qui est visée pour la première fois. Le 16 février, trois roquettes s'abattent de nouveau sur l'ambassade des États-Unis dans la Zone verte, à Bagdad. Il s'agit de la 19e attaque contre des intérêts américains en Irak en quatre mois.
Le 11 mars, des tirs des roquettes constituant la 22e attaque depuis octobre 2019 frappent la base de Taji, au nord de Bagdad, faisant trois morts — un militaire américain, un sous-traitant américain et un militaire britannique — et une douzaine de blessés,. La coalition internationale riposte le lendemain en bombardant des combattants des Hachd al-Chaabi près de Boukamal, en Syrie, tuant au moins 26 d'entre-eux selon l'OSDH. Puis, dans la nuit du 12 au 13 mars, l'aviation américaine frappe cinq unités de stockage d'armement des Kataeb Hezbollah en Irak

## Analyses
Pour Hélène Sallon, journaliste au Monde : « En violant la souveraineté irakienne pour éliminer le général Soleimani et son lieutenant en Irak, Abou Mahdi Al-Mohandes, Washington a ravivé les démons d'un antiaméricanisme qui n'avait jamais été aussi vindicatif depuis l'occupation américaine de 2003-2011. Il a fourni à l'Iran et à ses alliés irakiens, les partis religieux et milices chiites déstabilisés depuis octobre par une contestation populaire, une occasion de faire taire leurs détracteurs. Et, dans la lutte d'influence à laquelle se livrent les deux parrains rivaux depuis la chute du dictateur Saddam Hussein, Téhéran pourrait bien avoir marqué un point décisif sur Washington. Le départ des troupes américaines ferait de lui le seul maître de l'Irak ».
Le 9 janvier 2020, Anthony Samrani, journaliste à L'Orient-Le Jour, considère que : « Les deux parties ont joué l’apaisement au cours des dernières heures, confirmant qu'aucune des deux ne souhaitaient s'engager dans un conflit ouvert. Personne n'a perdu la face. Les États-Unis ont éliminé l'atout numéro un de l'Iran dans la région et Téhéran a démontré qu'il était capable de mener des actions spectaculaires contre « l'ennemi » américain. C'est Washington qui sort toutefois renforcé de cet épisode pour au moins deux raisons. D'une part, la réponse iranienne est surtout symbolique, destinée essentiellement à l'audience interne, mais ne peut être mise sur le même plan que l'élimination de Kassem Soleimani. D’autre part, l'équilibre de la dissuasion semble avoir été rétabli, en ce qui concerne en tout cas la ligne rouge de s'en prendre à des citoyens américains. Pour le reste toutefois, c'est un retour à la case départ avec une situation qui s'est entre-temps dégradée. Les États-Unis n'ont toujours pas de stratégie claire vis-à-vis de l'Iran ».
Le 12 janvier 2020, l'historien Jean-Pierre Filiu considère pour sa part que : « Le conflit ouvert entre les États-Unis et l'Iran, le 27 décembre en Irak, se conclut, le 8 janvier, par une incontestable victoire de Téhéran. [...] Cette « guerre d'Irak » n'aura duré que douze jours et n'aura causé qu'une quarantaine de morts. Elle aura pourtant consacré une nouvelle réalité géopolitique : l'interventionnisme américain au Moyen-Orient, de plus en plus privé de relais locaux, part perdant face à une puissance iranienne qui a méthodiquement enraciné ses réseaux d'influence, avant tout en Irak. [...] L'Iran, à la différence des États-Unis, a développé en Irak une stratégie méthodique de longue haleine, menée en trois temps : neutralisation de la menace militaire de l'Irak ; montée en puissance de milices pro-iraniennes sur le plan sécuritaire et politique ; infiltration des institutions irakiennes, entre autres dans la ville sainte chiite duodécimaine de Nadjaf. Cette stratégie porte aujourd'hui ses fruits avec la marginalisation des forces américaines, en attendant leur retrait à terme, du fait d'une position largement intenable ».
En juin 2020, le journaliste à L'Orient-Le Jour Anthony Samrani écrit : « Il est plus facile de le dire après coup. Mais force est de constater, six mois après l’élimination du général iranien Kassem Soleimani, que les Américains ont réussi leur pari. L’assassinat du personnage le plus charismatique de la République islamique n’a provoqué ni guerre ni sérieuses représailles. Mieux encore pour Washington, les Iraniens ont baissé d’un ton même s’ils continuent de bomber le torse. Dans l’absolu, la perte de Soleimani n’a pas changé la donne côté iranien, même si elle a bousculé tout l’appareil militaro-sécuritaire. L’homme est irremplaçable, mais la mission de la force al-Qods reste la même : préserver les intérêts iraniens et développer son influence dans la région. Téhéran ne va pas laisser tomber du jour au lendemain des décennies de travail minutieux pour tisser sa toile dans le Moyen-Orient arabe. Mais il semble considérer qu’il est préférable, pour le moment, d’avoir une approche plus diplomatique et moins frontale ».